# فانا كيو
فانا كيو (بالإنجليزية: Vana-Kaiu)‏ هي قرية تقع في إستونيا في Kaiu Parish.